# Кълбото
„Кълбото“ е третият студиен албум на българската рок-група ФСБ. Издаден е от Балкантон на дългосвиреща плоча през 1980 г.

## Списък на песните
1. „Празник“ – 5:31
2. „Кълбото“ – 4:17
3. „Игра на въже“ – 3:16
4. „Поколение“ – 3:52
5. „Калейдоскоп“ – 3:41

## Състав
- Румен Бояджиев – водещ вокал, синтезатори, клавишни, перкусии
- Константин Цеков – клавишни, вокали
- Александър Бахаров – ел. бас китара, бас педали
- Петър Славов – ударни, перкусии
- Иван Лечев – китари